# Ítala Ferreira
Ítala Ferreira (Salvador, 29 de abril de 1901 - Rio de Janeiro, 24 de fevereiro de 1967) foi uma atriz e radioatriz brasileira. Ítala era sobrinha da também atriz Aurélia Delorme. 

## Biografia
Filha de músico, seu pai tocava clarinete na orquestra do Recreio da Companhia Dias Braga. Ítala estudou na Escola Tiradentes quando tinha seis anos e depois passou pelo Colégio São Vicente de Paulo. Seguiu depois para a Europa, onde aprimorou sua educação, estudando dentre outros no Sacré Coeur, na França. Em 1915, casou-se e aos 18 anos ingressou numa companhia de revistas no Recreio, estreando em 1921 na peça de J. Praxedes:Fogo de Palha. Em 1922 interpretou a empregada Etelvina em Cala a boca, Etelvina e também trabalhou na peça O tio Salvador, ambas de Armando Gonzaga. Foi uma das primeiras atrizes da Companhia de Teatro Procópio Ferreira ao lado de Davina Fraga em 1923. Participou de outros espetáculos como O Homem das 5 Horas, Mulher Infernal e Minha tia de Honfleur. 
Na década de 1930, atuou em teatros da Argentina e passou pela companhia Déia-Cazarré, onde trabalhou no Teatro Rival. 
Em 1935, participou de Da Favela ao Catete de Freire Jr. e Joubert de Carvalho. Também estavam no elenco Francisco Alves e Aracy Cortes. Em 1944, trabalhou na Companhia de Jayme Costa. Foi papel título da peça Carlota Joaquina de 1953 ao lado de Jaime Barcellos, sob a direção de Eduardo de Vieira e texto de Raimundo Magalhães Júnior.
Foi uma das criadoras da revista Aguenta Felipe e depois de quase 40 anos de atuação, afastou-se dos palcos e aposentou-se.

## Filmografia
| Ano  | Título                      | Personagem          |
| ---- | --------------------------- | ------------------- |
| 1956 | Genival é de Morte          |                     |
| 1954 | Guerra ao Samba             |                     |
| 1945 | Vidas Solidárias            | [ 3 ]               |
| 1945 | O Goal da Vitória           | [ 4 ]               |
| 1944 | Tristezas Não Pagam Dívidas | Marieta Pilantrina  |
| 1939 | Futebol em Família          | Dona Stella         |
| 1937 | O Samba da Vida             | Martiniana Ludovico |
| 1935 | Favela dos Meus Amores      | [ 6 ]               |

## No teatro[7]
| Ano  | Título                  |
| ---- | ----------------------- |
| 1953 | Carlota Joaquina        |
| 1953 | A bruxa                 |
| 1950 | O Partido da Pimenta    |
| 1950 | A vida com três andares |
| 1946 | Chica Boa               |
| 1946 | A Vida do Milhares      |
| 1940 | Crepúsculo              |
| 1939 | Carlota Joaquina        |
| 1935 | Da Favela ao Catete     |
| 1932 | Esperteza tá aqui       |
| 1932 | Aguenta Malhadas        |
| 1931 | Berenice                |
| 1931 | A Vida é Assim          |
| 1931 | A Estrada dos Deuses    |
| 1931 | Quem Ri Afinal?         |
| 1926 | Cocaína                 |
| 1923 | Mimoso Colibri          |
| 1922 | Cala a Boca, Etelvina   |
| 1922 | O tio Salvador          |